# Samarandra Chatterjee
Samarandra Nath Chatterjee (1922 – Calcutta, 2 gennaio 1987) è stato un pallanuotista indiano, che ha partecipato alle Olimpiadi di Londra 1948.